# At mejdan
At mejdan (někdy též dohromady psáno jako Atmejdan) je název pro park v centru Sarajeva, hlavního města Bosny a Hercegoviny. Nachází se na levém břehu řeky Miljacky, v samotném centru města, přes řeku naproti Despićova domu (bosensky Despića kuća). Součástí parku je i archeologická lokalita, která je evidována jako kulturní památka BiH.

## Název
Název parku pochází z turečtiny a odkazuje na hipodrom, který zde v minulosti stál. Za období rakousko-uherské okupace Bosny a Hercegoviny nesl název po Josipu Filipovićovi, vojevůdci, který v roce 1878 obsadil Sarajevo. Na přelomu století nesl název podle císaře Františka Josefa I. V časech meziválečné Jugoslávie nesl název srbochorvatsky Park Cara Dušana podle srbského cara ze 14. století. V dobách existence SFRJ byl tento název obnoven; během druhé světové války byl znám jako park Edhema Muhabdiće. Současný název má park od roku 1993.

## Popis
Park je známý především jako jedna z mála zelených ploch v samotném historickém centru města. V jeho západní části se nachází odhalené základy bývalé islámské školy (mekteb) a Bakr-babina mešita. V centrální části je stojí obnovený hudební pavilon z přelomu 19. a 20. století. Park vznikl vybouráním původní zástavby v závěru 19. století, jižně od něj stojí Filipovićeva kasárna. Parková úprava byla realizována v roce 1905 a hudební pavilon v jeho středu byl dokončen roku 1913. Do roku 1925 se oficiálně jednalo o náměstí, po tomto roce jej sarajevská místní správa evidovala jako veřejný park. V roce 1939 byl exhumován hrob Abdulaha efendi Kantamirija, zakladatele jedné ze sarajevských veřejných knihoven, který stál v areálu parku.